# گروم‌بریج ۱۸۳۰
گروم‌بریج ۱۸۳۰ یک ستاره است که در صورت فلکی خرس بزرگ قرار دارد.